# FC 쿠레사레
FC 쿠레사레(에스토니아어: FC Kuressaare)는 사레마섬의 쿠레사레를 연고로 하는 에스토니아의 축구 클럽이다. 현재 에스토니아의 1부 축구 리그인 메이스트릴리가에 참가하고 있다.

## 선수 명단

### 현역
- 카를 루돌프 위구스(2023 ~ )

### 역대
틀:FC 쿠레사레 선수 명단